# نهائي كأس خادم الحرمين الشريفين 2013
نهائي كأس خادم الحرمين الشريفين 2013 هي المباراة النهائية لبطولة كأس خادم الحرمين الشريفين 2013، أقيمت في يوم 29 مايو 2013، على ملعب الملك فهد الدولي بمدينة الرياض في السعودية، بين نادي الشباب ونادي الاتحاد وفاز بها نادي الاتحاد بعد تغلبه على الشباب باربع اهداف مقابل هدفين.

## تفاصيل المبارة
| الشباب | 4-2 | الاتحاد |
| ------ | --- | ------- |
| 2      |     | 4       |

| الشباب | الاتحاد |